# Come si manipola l'informazione
Come si manipola l'informazione è un libro scritto da Andrea Barbato, giornalista e direttore di varie testate,  nel quale viene descritta l'ascesa di Joseph McCarthy, senatore statunitense, reso celebre, soprattutto, dall'atmosfera di "caccia alle streghe" che riuscì a diffondere intorno agli anni cinquanta, grazie ad un uso astuto e spregiudicato dei mezzi di comunicazione.
Gli ingredienti di questa "caccia alle streghe", dove queste ultime assunsero le sembianze di  comunisti o di esponenti della sinistra in odore di comunismo,  appartenenti al mondo della politica, dell'arte, dello spettacolo, della scienza, degli intellettuali etc., furono una lunga serie di accuse false e menzognere che nemmeno le smentite ufficiali riuscirono a far cadere, il clima di sospetto, la mitizzazione della propria immagine e la demonizzazione del soggetto bersaglio.
Barbato individua un nesso comune, un intreccio fra le caratteristiche e le esigenze del mondo dei mass-media, tendenti alla espansione a dismisura di ciò che fa notizia, della ricerca della notizia che fa scalpore e suscita forti reazioni e coinvolgimenti, del suo ambiguo rapporto con il mondo politico e con il potere, e la strategia politica di McCarthy.
Quindi, Barbato analizza a tutto tondo i modi di fare giornalismo e informazione e le modalità di plagio, influenza e manipolazione dell'opinione pubblica.
Barbato, ricorda al lettore che il termine "maccartismo" si è imposto come termine politico e giornalistico per indicare una forma di odio ideologico, una strategia e una mobilitazione di odio e l'utilizzo della persecuzione come macchina di consenso.

## Esempi di intolleranza
L'autore ripercorre anche una breve storia delle intolleranze recenti, focalizzando l'attenzione su Henry Ford, che arrivato all'apice del successo, si sentì investito da un carisma pseudodivino e dopo aver organizzato una spedizione a fini positivi, come quella del 1915, che avrebbe dovuto far interrompere la prima guerra mondiale, si lanciò in una battaglia antisemita, ritenendo gli ebrei colpevoli della rivoluzione bolscevica e del dilagante socialismo. Quando entrò in possesso dei famigerati Protocolli dei Savi di Sion, li fece propri e sul suo giornale li reclamizzò e li appoggiò. Dopo qualche anno si pentì dei suoi slanci razzisti.

## Edizioni
- Andrea Barbato, Come si manipola l'informazione, Editori Riuniti, 1996,  pp.82 , cap.1.